# Dead Dad
Dead Dad

(externer Weblink !)
Ron Mueck, 1996/1997

Mixed Media, u. a. Fiberglasharz

20 × 38 × 102 cm
Dead Dad (deutsch: „Toter Vater“) ist eine hyperrealistische Plastik des australischen Künstlers Ron Mueck aus den Jahren 1996/1997. Die liegende Figur eines unbekleideten, verstorbenen Mannes hat eine Länge von 102 cm, bei einer Breite von 38 cm und einer Höhe von 20 cm, und stellt den verstorbenen Vater des Künstlers dar. Sie befindet sich im Besitz der Saatchi Gallery in London.
Das Kunstwerk wurde erstmals auf der von Charles Saatchi organisierten Ausstellung Sensation in der Royal Academy of Arts 1997 gezeigt.

## Beschreibung
Dead Dad besteht aus einer liegenden Figur, die einen unbekleideten und verstorbenen Menschen darstellt. Dabei handelt es sich um ein Abbild des Vaters des Künstlers, das detailliert aus Acryl- und Fiberglasharz gefertigt wurde. Die Darstellung ist mit Ausnahme der Körpergröße von nur 102 Zentimetern hyperrealistisch, sodass einzelne Poren, Hautfalten, angerissene Fingernägel, Hornhaut und Körperhaare deutlich erkennbar sind; auch Verfärbungen des Leichnams sind gut auszumachen. Für die Ausführung der Körperbehaarung nutzte der Künstler teilweise eigene Haare.
Der Leichnam ist lang ausgestreckt, die Arme liegen beidseitig des Körpers mit nach oben gewandten Handflächen und die gestreckten Beine leicht verdreht mit schräg nach oben weisenden Füßen. Der Hals ist gestreckt, sodass der Kopf mit dem Hinterkopf auf der Unterlage aufliegt. Der Mund ist schmal und wie die Augen geschlossen, das graumelierte Haar wurde mit einem Kamm zurückgekämmt.

## Interpretation
Dead Dad ist vor allem aufgrund der Wirklichkeitsnähe ohne Idealisierung bedeutend. Der Künstler verarbeitete durch die Ausarbeitung der detaillierten Plastik den Tod seines Vaters, wobei er auch eigene Haare für die Herstellung der Körperbehaarung benutzte und damit den persönlichen Bezug noch verstärkte. Die Darstellung ist weder reißerisch noch anbiedernd, sondern durch ihre Detailliertheit sehr sachlich, wobei durch die „schockierende Ehrlichkeit“ Vergleiche mit Gemälden der Spätgotik und hier vor allem mit dem Werk Leichnam Christi im Grabe von Hans Holbein aus dem Jahr 1521 gezogen werden.
Durch die Form der Präsentation zwingt das Werk den Betrachter zum Umgang mit dem in der modernen Gesellschaft weitgehend tabuisierten und verdrängten Tod eines Menschen. Es handelt sich entsprechend um ein modernes Memento Mori, eine Erinnerung an die Sterblichkeit des Menschen. Mueck selbst war bestrebt, etwas Neues zu machen, dem ein Foto nicht gerecht wird.

## Einordnung in das Gesamtwerk
Ron Mueck begann erst 1996 mit der freien künstlerischen Arbeit, sodass Dead Dad eines seiner frühesten Werke darstellt. Er arbeitete vorher als Spielzeugmacher und Modellbauer für Film und Fernsehen, unter anderem im Team von Jim Henson für die Sesamstraße und die Muppet Show sowie 1986 für den Film Labyrinth mit David Bowie.
Mueck wurde bekannt durch lebensechte Darstellungen von Menschen aus Fiberglas und Acrylharz, zu denen auch Dead Dad gehört. Sie entstehen meistens in direkter Zusammenarbeit mit lebenden Modellen, wobei er die Werke häufig erst in Ton gestaltet und danach seinen Wünschen entsprechend umgestaltet, bis sie mit den tatsächlichen Proportionen der Dargestellten nicht mehr viel zu tun haben. Dabei entspricht die Größe der Figuren in der Regel nicht den tatsächlichen Körpergrößen, sondern ist deutlich verkleinert oder vergrößert, um Verwechslungen mit realen Personen zu vermeiden.

## Ausstellungen
Dead Dad wurde zuerst im Rahmen der von den Young British Artists organisierten Sensation 1997 in London ausgestellt, wo es als eines der herausragenden Kunstwerke betrachtet wurde. Weitere Ausstellungen folgten 2006/2007 im Brooklyn Museum, 2007 in der National Gallery of Canada und 2010 in der National Gallery of Victoria. 2017/2018 war die Plastik im Landesmuseum Hannover im Rahmen der Ausstellung „Silberglanz“ zu sehen, die Werke rund um die „Kunst des Alterns“ zeigte.

## Belege
1. 1 2 3  Dead Dad. In: Kerstin Stremmel: Realismus. Taschen GmbH, Köln 2004, S. 68–69, ISBN 3-8228-2939-0.
2. ↑  David Cohen: letter from london: sensation. 24. Oktober 1997, abgerufen am 25. April 2010 (englisch).
3. ↑  Michael Kimmelman: ART REVIEW; Veering From the End of Life to the Beginning, With Lucidity and Awe. In: New York Times. 1. Juni 2001, abgerufen am 25. April 2010 (englisch): „Maybe the best thing to come from Sensation was the debut of Ron Mueck, a retiring 43-year-old sculptor from Melbourne, Australia, living in London, who stole the show for anybody who bothered to look at the art.“
4. ↑  Exhibitions: Ron Mueck. Abgerufen am 25. April 2010 (englisch).
5. ↑  The Staggering Lifelike Sculptures of Ron Mueck! A Canadian Exclusive Presentation at the National Gallery of Canada. Ehemals im Original (nicht mehr online verfügbar); abgerufen am 25. April 2010 (englisch). (Seite nicht mehr abrufbar. Suche in Webarchiven)  Info: Der Link wurde automatisch als defekt markiert. Bitte prüfe den Link gemäß Anleitung und entferne dann diesen Hinweis. Hinweis: Die Pressemitteilung nennt nicht explizit das Kunstwerk Dead Dad, aber es geht aus den Angaben des Brooklyn Museums (siehe vorherigen Nachweis) hervor, dass dies der Fall war.
6. ↑  RON MUECK. Archiviert vom Original (nicht mehr online verfügbar) am 25. Januar 2010; abgerufen am 25. April 2010 (englisch).
7. ↑  Ausstellung zu Schönheit und Schrecken des Alters. In: Hannoversche Allgemeine. 2. Oktober 2017, archiviert vom Original (nicht mehr online verfügbar) am 3. Oktober 2017; abgerufen am 2. Oktober 2017.
8. ↑  silberglanz: von der kunst des alters. Landesmuseum Hannover, 28. September 2017, abgerufen am 6. Juni 2025.